# رقص عربی
رقص عربی که در غرب به رقص شکم یا رقص شرقی شهرت دارد، نوعی رقص ویژهٔ زنان است. در این نوع رقص اکثر قسمت‌های بدن به کار گرفته شده و مهم‌ترین حرکت‌های این رقص حرکت‌های باسن است.
تاریخ ظهور و محل بومی این رقص نامشخص است. مستنداتی که به این نوع رقص اشاره کرده‌اند بیشتر به دو قرن اخیر مربوط می‌شود. عده‌ای آن را رقص زنان کولی و رقاصه‌های خاص در دربار شاهان صفوی و عده‌ای آن را به دربار پادشاهان عثمانی در مصر مربوط کرده‌اند. در حرمسراهای دوره صفوی نیز سوگلی‌ها و رقاصه‌های ویژه اندرونی حرمسرا وجود داشته است.
تصویری از زنان در حال رقص شرقی در کاخ چهل‌ستون وجود داشته تعدادی از آن‌ها را پاک کرده‌اند ولی یک تصویر از آن‌ها باقی‌مانده است. رقص شرقی با حرکات سر و دست‌ها و با پوشش کامل و با حرکات پریشان کر. دن و چرخش موی بوده است. رقص نیمه‌برهنه شرقی یا عربی امروزی سابقه کمتر از یک قرن دارد.
معمولاً اینگونه رقص‌ها تنها برای زنان کنیز و کولی و اسیر مجاز بوده و سایر زنان مسلمان در جهان اسلام چنین رقصی نداشته‌اند.

## نام‌ها و اصطلاحات
«رقص شکم» ترجمه ای از اصطلاح فرانسوی danse du ventre است. این نام برای اولین بار در سال ۱۸۶۴ در بررسی نقاشی شرق‌شناس رقص آلمه اثر ژان لئون ژروم ظاهر شد.
اولین استفاده شناخته شده از اصطلاح «رقص شکم» در انگلیسی به رقصندگان خاورمیانه ای اشاره دارد که در نمایشگاه یونیورسل پاریس در سال ۱۸۸۹ اجرا کردند.
رقص شرقی ("رقص شرقی" یا "رقص مشرق زمین") یک دسته گسترده از اشکال حرفه ای رقص است، از جمله اشکال رقص شکم که امروزه رایج است، مانند رقص بلدی، سعیدی، قوازی و اولیم. شکل غیررسمی و اجتماعی این رقص در زبان عربی مصری به نام رقص بلدی (رقص کشور یا رقص فولکلور) شناخته می‌شود و یک رقص بومی محسوب می‌شود.

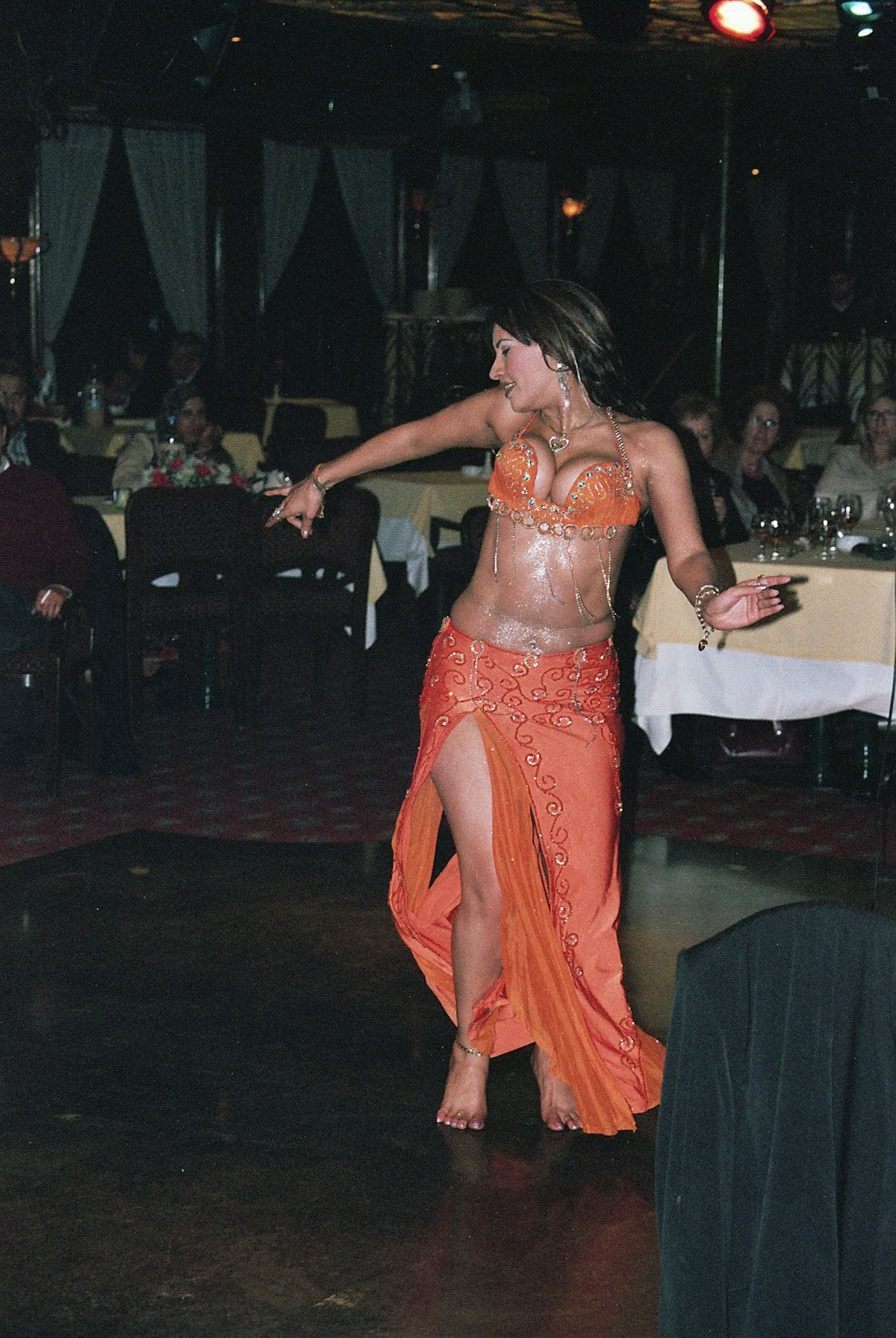
رقصنده شکم راندا کامل در حال اجرا در قاهره، ۲۰۰۷

رقص شکم در درجه اول یک رقص نیم تنه با تأکید بر مفصل ران است. برخلاف بسیاری از اشکال رقص غربی، تمرکز رقص بر روی جداسازی عضلات تنه است، نه بر حرکات اندام‌ها در فضا. اگرچه برخی از این انزواها شبیه ایزوله‌های مورد استفاده در باله جاز به نظر می‌رسند، اما گاهی به گونه ای متفاوت هدایت می‌شوند و احساس یا تأکید متفاوتی دارند.

### حرکاتی که در رقص شکم یافت می‌شوند
مشابه بیشتر رقص‌های فولکلور، هیچ طرح نامگذاری جهانی برای حرکات رقص شکم وجود ندارد. بسیاری از رقصندگان و مدارس رقص طرح‌های نام‌گذاری خود را ایجاد کرده‌اند، اما هیچ‌کدام از اینها به‌طور جهانی به رسمیت شناخته نشده‌اند. تلاش زیر برای طبقه‌بندی متداول‌ترین قراردادهای نام‌گذاری را منعکس می‌کند:
- ضربی: حرکات استاکاتو، معمولاً در باسن، برای نقطه‌گذاری موسیقی یا تأکید بر یک ضرب استفاده می‌شود. بلند کردن یا افتادن باسن، سینه یا قفسه سینه، لهجه شانه، سنگ‌های لگن، ضربه‌ها و پیچش‌ها.
- Fluid: حرکات روان و سینوسی که در آن بدن در حرکت مداوم است، برای تفسیر خطوط ملودیک و بخش‌های غزلی در موسیقی استفاده می‌شود یا برای بیان بداهه‌پردازی‌های پیچیده ابزاری مدوله می‌شود. این حرکات مستلزم کنترل زیاد عضلات شکم هستند. حرکات معمولی شامل شکل‌های افقی و عمودی ۸ یا حلقه‌های بی‌نهایت با باسن، دایره‌های افقی یا کج کننده باسن، و موج‌های باسن و شکم است. این اشکال اساسی ممکن است متنوع، ترکیب و تزئین شوند تا تنوع بی‌نهایتی از حرکات پیچیده و بافتی ایجاد کنند.
- لرزش، لرز و لرزش معمولاً بر روی حرکات دیگر لایه‌بندی می‌شوند و اغلب برای تفسیر غلت‌های روی تبله یا ریک یا ضرب‌درخت سریع عود یا قانون استفاده می‌شوند. انواع مختلفی از شیمی وجود دارد که از نظر اندازه و روش تولید متفاوت است. برخی از شیمی‌های معمولی عبارتند از شیمی‌های آرام، بالا و پایین باسن، میل‌های زانو با پای راست، لرزش‌های سریع و ریز باسن، میل‌های چرخشی باسن، میل‌های لرزاننده «زلزله‌ای» و شیمی‌های آرام شانه یا قفسه سینه.

علاوه بر این حرکات نیم تنه، رقصندگان در سبک‌های مختلف از تغییرات سطح، مراحل سفر، چرخش و چرخش استفاده می‌کنند. از بازوها برای قاب زدن و برجسته کردن حرکات باسن، برای ژست‌های نمایشی و ایجاد خطوط و اشکال زیبا با بدن استفاده می‌شود. سایر حرکات ممکن است به عنوان لهجه‌های گاه به گاه مورد استفاده قرار گیرند، مانند لگدهای پایین و عربیسک، خم شدن به پشت و پرتاب سر.

## انواع رقص عربی
رقص و عربی به چندین سبک اصلی تقسیم می‌شود که هرکدام دارای خصوصیات و حرکات منحصر به فردی هستند. این انواع شامل رقص فولکلور، رقص کلاسیک، رقص معاصر، و رقصهای مقدس می‌شوند. هر یک از این سبک‌ها نمایانگر فرهنگ و سنت‌های مختلف در مناطق مختلفی از جهان عرب است.
| نام رقص         | توضیحات |
| --------------- | --- |
| رقص‌های فولکلوری | این نوع رقص عربی به رقص‌های سنتی و فولکلور مربوط می‌شود که در مناطق مختلف عربی‌زبان، مثل عراق، مصر، لبنان و سوریه، اجرا می‌شوند. این رقص‌ها شامل رقص‌هایی همچون دبکه، دهیه، و زار می‌شوند که هرکدام دارای خصوصیات و ویژگی‌های منحصر به فردی هستند.                |
| رقص‌های کلاسیک   | این نوع رقص عربی شامل رقص‌هایی است که براساس فنون و تکنیک‌های قدیمی و سنتی تدریس می‌شوند. به عنوان مثال، رقص شکم، آل ایالا، رقص شرقی، و بلادی از جمله این دسته اند. این رقص‌ها معمولاً به صورت تئاتری و با استفاده از موسیقی‌های سنتی اجرا می‌شوند.              |
| رقص‌های معاصر    | این نوع رقص عربی شامل رقص‌هایی است که در دوران معاصر توسعه یافته‌اند و تأثیراتی از فرهنگ‌ها و هنرهای مختلف جهان را دربر می‌گیرند. به عنوان مثال، رقص‌های خالقی، هاگالله، و شیخات از این دسته اند. این رقص‌ها معمولاً با ترکیبی از حرکات سنتی و مدرن اجرا می‌شوند. |
| رقص‌های مقدس     | این نوع رقص عربی به رقص‌هایی اشاره دارد که در مراسمات مذهبی و مراسم مقدس اجرا می‌شوند. به عنوان مثال، رقص تانورا که به عنوان یکی از معروف‌ترین رقص‌های مقدس در نظر گرفته می‌شود، از این دسته اند.                                                              |

## لباس

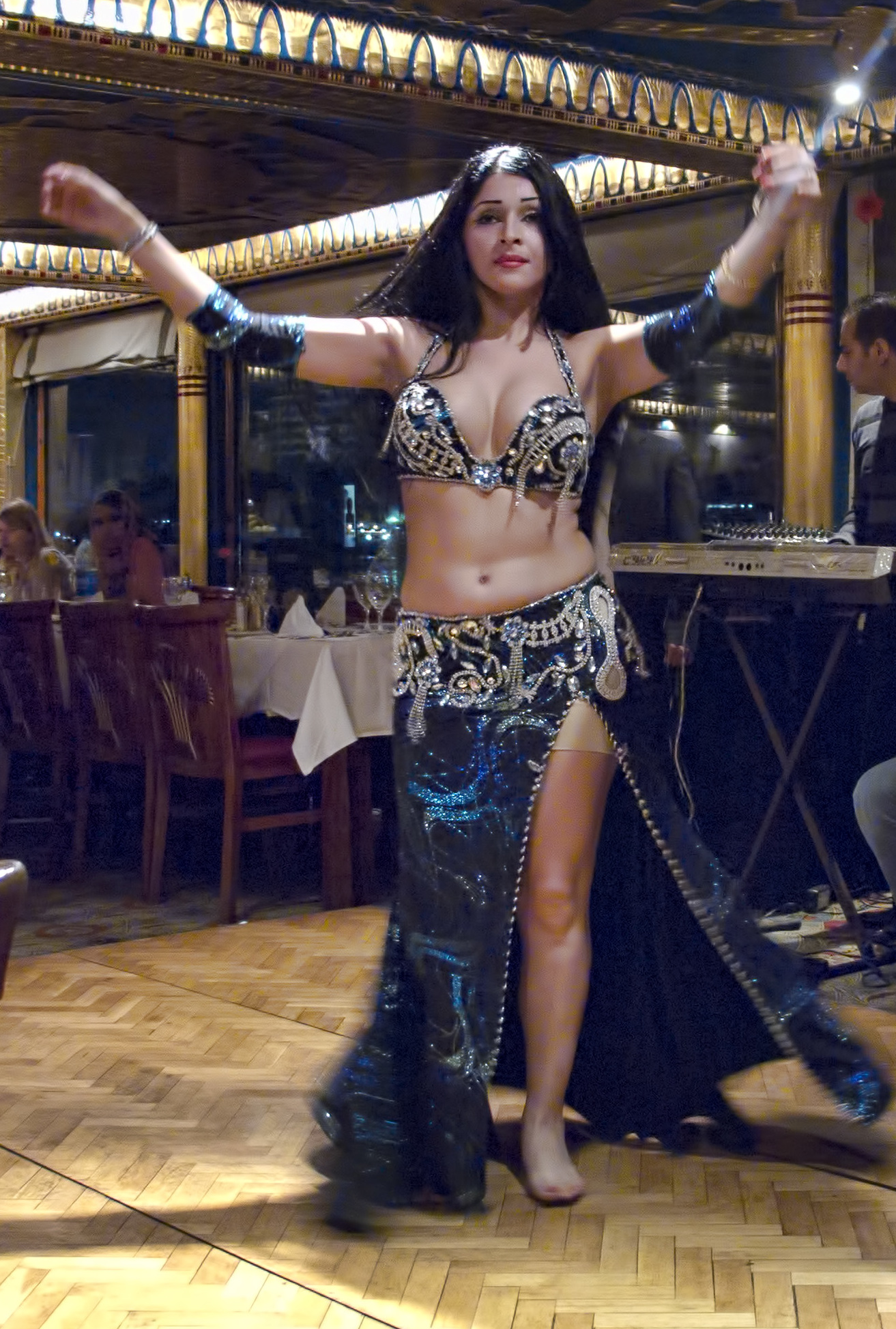
رقصنده شکم در قاهره سفر دریایی شام

لباسی که بیشتر با رقص شکم مرتبط است، سبک «بدله» (عربی: بدلة؛ به معنای واقعی کلمه «کت و شلوار») است که معمولاً شامل بالاپوش یا سوتین، کمربند باسن و دامن یا شلوار حرمسرا است. سوتین و کمربند ممکن است با مهره‌ها، پولک‌ها، کریستال‌ها، سکه‌ها، حاشیه‌های مهره‌دار و گلدوزی تزئین شده باشد. کمربند ممکن است یک قطعه جداگانه باشد یا به دامن دوخته شده باشد.
لباس یا بدله (اشاره به سوتین، کمربند و دامن) رقصندگان شرقی مصری نیز به عنوان محبوب‌ترین سبک تمایز داشته است. با این حال، مد در طول سال‌ها با کمک برخی از تأثیرات خارجی تغییر کرده است.
لباس‌های قبلی از یک دامن کامل، پیراهن زنانه سبک و جلیقه‌ای تنگ با تزیینات و جواهرات سنگین تشکیل می‌شد.
علاوه بر لباس دو تکه بدلا، گاهی لباس‌های تمام قد پوشیده می‌شود، به خصوص در هنگام رقصیدن سبک‌های بلادی بیشتر. لباس‌ها از لباس‌های کاملاً متناسب و بسیار تزئین شده، که اغلب دارای تزئینات سنگین و برش‌های مشبک هستند تا طرح‌های ساده‌تر که اغلب بر اساس لباس‌های سنتی هستند، متغیر است.

### لباس در مصر
در مصر رقصندگان لباس بدله می‌پوشند. متناوباً، از سوی دیگر؛ برخی نیز لباس راه راه سنتی، معمولاً مشکی با راه راه‌های طلایی عمودی یا قرمز با راه راه‌های سفید عمودی، با برش‌های مشبک و تزئینات پر زرق و برق، همراه با روسری کمری درخشان می‌پوشند. مصر قوانینی دارد که مستلزم احترام به اماکن مذهبی و عبادی و ممنوعیت برهنگی در نزدیکی اماکن مقدس است. حتی با وجود اینکه رقصندگان در مورد اینکه رقصندگان چه چیزی می‌توانند بپوشند و چه چیزی نمی‌توانند بپوشند و طبق قانون شماره ۴۳۰ قانون سانسور آثار ادبی، رقصندگان باید بالاتنه خود (عمدتاً ناحیه سینه) را بپوشانند، و معمولاً پارچه مشبکی به رنگ پوست که شکم را می‌پوشاند توصیه می‌شود. بسیاری از رقصندگان این قوانین را نادیده می‌گیرند، زیرا به ندرت اجرا می‌شوند و اجرا با لباس‌های بسیار آشکار عمدتاً در پایتخت و شهرهای ساحلی شمالی رایج است.